# Tezze (Arzignano)
Tezze (Texe in veneto) è una frazione del comune di Arzignano, in provincia di Vicenza, in Veneto.

## Geografia fisica
Localizzata a nordest rispetto al capoluogo, Tezze sorge all'imboccatura della valle dell'Agno, in un'area pianeggiante compresa fra i torrenti Guà e Poscola.

## Storia
Già provata dalla vicinanza al fronte della prima guerra mondiale, durante la seconda guerra mondiale subì alcuni bombardamenti alleati con obbiettivo il ponte sul Guà. Nel 1945 i Tedeschi si stabilirono nella scuola elementare di Tezze e a quel punto gli attacchi si concentrarono sulla costruzione, distruggendola; i danni si estesero anche al resto del paese e alle campagne circostanti.

## Monumenti e luoghi d'interesse
- Chiesa parrocchiale di Sant'Agata, nel centro, dedicata alla santa nel 1413 in seguito all'assedio degli Ungheri al Castello di Arzignano e ampliata nel 1931.
- Monumento ai caduti, nella direzione opposta rispetto alla chiesa, costruito in onore dei morti della seconda guerra mondiale (realizzato negli anni 50).

## Enogastonomia
“Bondiola di Sant’Agata” il primo De.Co., prodotto a denominazione comunale certificato, di Arzignano. Un’eccellenza gastronomica della tradizione di Tezze che diventa così patrimonio della comunità. Il disciplinare con la ricetta tradizionale è stato depositato in Comune. La ricetta originale, tramandata dai norcini a inizio Novecento, contiene cotenna di maiale, lingua e guanciale oltre ad aromi naturali. La bondiola dovrà attenersi al disciplinare depositato che fissa peso, 800-1000 grammi, ma anche grana di macinatura, dosi e quantità.